# Forensic Architecture

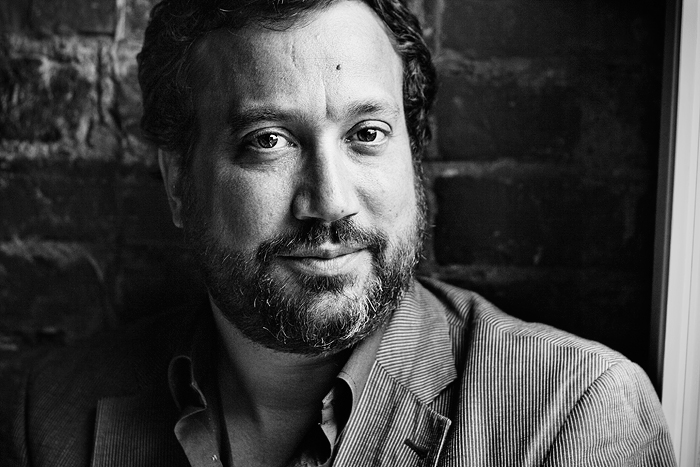
Eyal Weizman, 2012

Forensic Architecture är en multidisciplinär forskargrupp vid Goldsmiths, University of London som använder arkitektoniska tekniker för att undersöka statligt våld och kränkningar av mänskliga rättigheter. 
Forskargruppen utvecklar bevistekniker och samarbetar med internationella åklagare, människorättsförsvarare och rättvisegrupper. Forensic Architecture består av arkitekter, forskare, utvecklare, journalister, konstnärer, advokater och andra experter. Gruppen använder övervakningsbilder, planritningar, mobilfoton och vittnesmål för att skapa modeller, filmer och 3D-renderingar som sedan kan används som rättstekniskt bevismaterial i brottsmål.
Forensic Architecture grundades 2011 och leds av den brittisk-israeliske arkitekten Eyal Weizman. År 2022 fick gruppen ett Peabody Award för sitt arbete. År 2024 tilldelades gruppen Right Livelihoodpriset.